# Meisenthal
Meisenthal [maizəntal] est une commune française du département de la Moselle en région Grand Est.
Village rural de Lorraine, du pays de Bitche et du bassin de vie de la Moselle-est, Meisenthal est situé à 52 km au nord-ouest de Strasbourg, dans le terroir du parc naturel régional des Vosges du Nord.
Au niveau intercommunal, la municipalité est intégrée dans la communauté de communes du Pays de Bitche qui regroupe 46 localités autour de Bitche.
En 2022, la population légale est de 641 habitants, appelés les Val-Mésangeois et Val-Mésangeoises.

## Géographie

### Localisation et communes avoisinantes
Située à l’est du département de la Moselle, la commune de Meisenthal appartient au canton de Bitche et à l’arrondissement de Sarreguemines.
À vol d'oiseau, Meisenthal se situe à 51,7 km au nord-ouest de Strasbourg, chef-lieu de région, à 86,5 km à l'est de Metz, chef-lieu de département, à 26 km au sud-est de Sarreguemines, chef-lieu d'arrondissement et à 11,6 km au sud-ouest de Bitche, chef-lieu du canton et de la communauté de communes du Pays de Bitche.
| Montbronn | Saint-Louis-lès-Bitche | Schieresthal, Goetzenbruck |
| Soucht    | Meisenthal             |                            |
| Rosteig   | Wingen-sur-Moder       |                            |

### Géologie et relief
La commune se compose de 40,53 hectares de territoires artificialisés (5,73 %), 484,85 hectares de territoires agricoles (68,58 %) et 181,78 hectares de forêts et milieux semi-naturels (25,71 %).
Espaces naturels :
- Trois espaces protégés hors Natura 2000 Vosges du Nord :

Réserve de Biosphère, zone tampon,
Réserve de Biosphère, zone de transition,
Parc naturel régional des Vosges du Nord.
- Trois zones naturelles d'intérêt écologique, faunistique et floristique (Znieff) :

Pays de Bitche,
Gîte à chiroptères à Soucht,
Ruisseaux de Saint-Louis-les-Bitche.
Système d’information pour la gestion des eaux souterraines du bassin Rhin-Meuse : Géologie, Carte géologique, Coupes géologiques et techniques
Situé aux confins de la Lorraine et de l'Alsace, au cœur des Vosges du Nord, le village de Meisenthal s'étend en pays couvert, dominé par l'écart de Schieresthal. Une série de bornes dressées en 1608 pour marquer la frontière entre le duché de Lorraine et le comté de Hanau-Lichtenberg, la Pierre des douze Apôtres et une colonne élevée sous l'Empire matérialisent encore aujourd'hui cette limite territoriale.
Le village, établi à l'intersection de plusieurs vallons, ne présente aucun parti cohérent. Des prairies ponctuent la forêt défrichée tardivement, les maisons non jointives semblent posées un peu au hasard, parfois à l'écart des axes de circulation.
Une morphologie qu'on ne retrouve par ailleurs nulle part et qui s'explique par l'occupation récente du village et l'accroissement de la population verrerie à la fin du XVIIIe siècle. En contrebas de l'église de la Nativité de la Vierge, construite en 1811 et agrandie en 1871, les bâtiments de la verrerie sont regroupés autour des deux grandes cheminées.

### Sismicité
Commune située dans une zone de sismicité 2 faible.

### Hydrographie et les eaux souterraines
La commune est située dans le bassin versant du Rhin au sein du bassin Rhin-Meuse. Elle est drainée par le ruisseau le Grentzbach et le ruisseau de Meisenthal.
Le Grentzbach, d'une longueur totale de 21,2 km, prend sa source dans la commune de Goetzenbruck et se jette  dans l'Eichel à Waldhambach, après avoir traversé neuf communes.

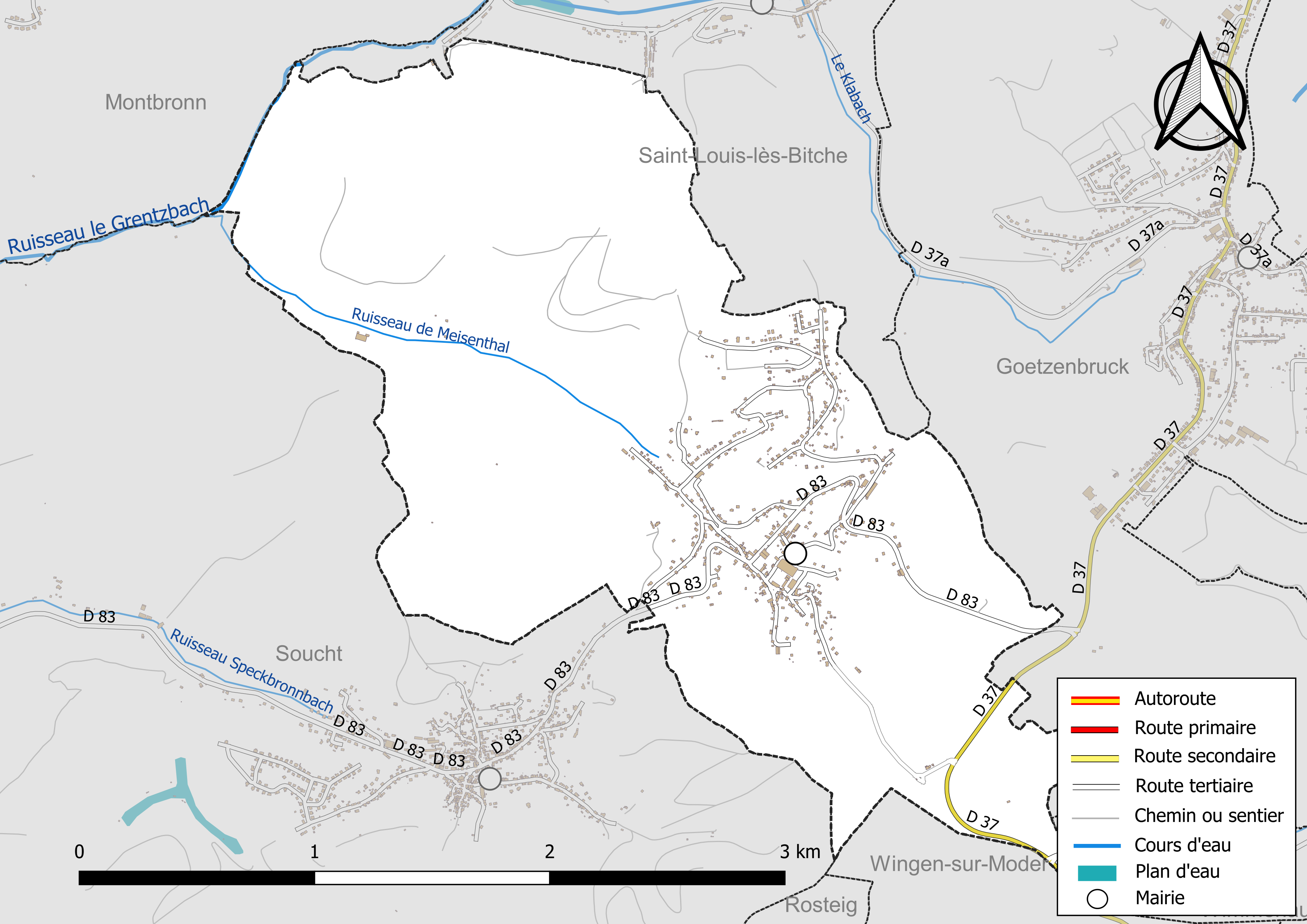
Réseaux hydrographique et routier de Meisenthal.

La qualité des eaux des principaux cours d’eau de la commune, notamment du ruisseau le Grentzbach, peut être consultée sur un site dédié géré par les agences de l’eau et l’Agence française pour la biodiversité.

### Climat
Pour des articles plus généraux, voir Climat du Grand Est et Climat de la Moselle.
En 2010, le climat de la commune est de type climat des marges montargnardes, selon une étude du Centre national de la recherche scientifique s'appuyant sur une série de données couvrant la période 1971-2000. En 2020, Météo-France publie une typologie des climats de la France métropolitaine dans laquelle la commune est exposée à un climat semi-continental et est dans la région climatique Vosges, caractérisée par une pluviométrie très élevée (1 500 à 2 000 mm/an) en toutes saisons et un hiver rude (moins de 1 °C).
Pour la période 1971-2000, la température annuelle moyenne est de 9,7 °C, avec une amplitude thermique annuelle de 17,1 °C. Le cumul annuel moyen de précipitations est de 1 025 mm, avec 12,4 jours de précipitations en janvier et 10,4 jours en juillet. Pour la période 1991-2020, la température moyenne annuelle observée sur la station météorologique de Météo-France la plus proche, « Mouterhouse », sur la commune de Mouterhouse à 7 km à vol d'oiseau, est de 10,1 °C et le cumul annuel moyen de précipitations est de 954,2 mm. 
La température maximale relevée sur cette station est de 40,4 °C, atteinte le 25 juillet 2019 ; la température minimale est de −23 °C, atteinte le 13 janvier 1987,,.
Les paramètres climatiques de la commune ont été estimés pour le milieu du siècle (2041-2070) selon différents scénarios d'émission de gaz à effet de serre à partir des nouvelles projections climatiques de référence DRIAS-2020. Ils sont consultables sur un site dédié publié par Météo-France en novembre 2022.

## Urbanisme

### Typologie
Au 1er janvier 2024, Meisenthal est catégorisée commune rurale à habitat dispersé, selon la nouvelle grille communale de densité à sept niveaux définie par l'Insee en 2022.
Elle est située hors unité urbaine et hors attraction des villes,.

### Occupation des sols
L'occupation des sols de la commune, telle qu'elle ressort de la base de données européenne d’occupation biophysique des sols Corine Land Cover (CLC), est marquée par l'importance des territoires agricoles (45,8 % en 2018), en augmentation par rapport à 1990 (9,8 %). La répartition détaillée en 2018 est la suivante : 
forêts (41,2 %), terres arables (39,7 %), zones urbanisées (13 %), prairies (6,1 %). L'évolution de l’occupation des sols de la commune et de ses infrastructures peut être observée sur les différentes représentations cartographiques du territoire : la carte de Cassini (XVIIIe siècle), la carte d'état-major (1820-1866) et les cartes ou photos aériennes de l'IGN pour la période actuelle (1950 à aujourd'hui).

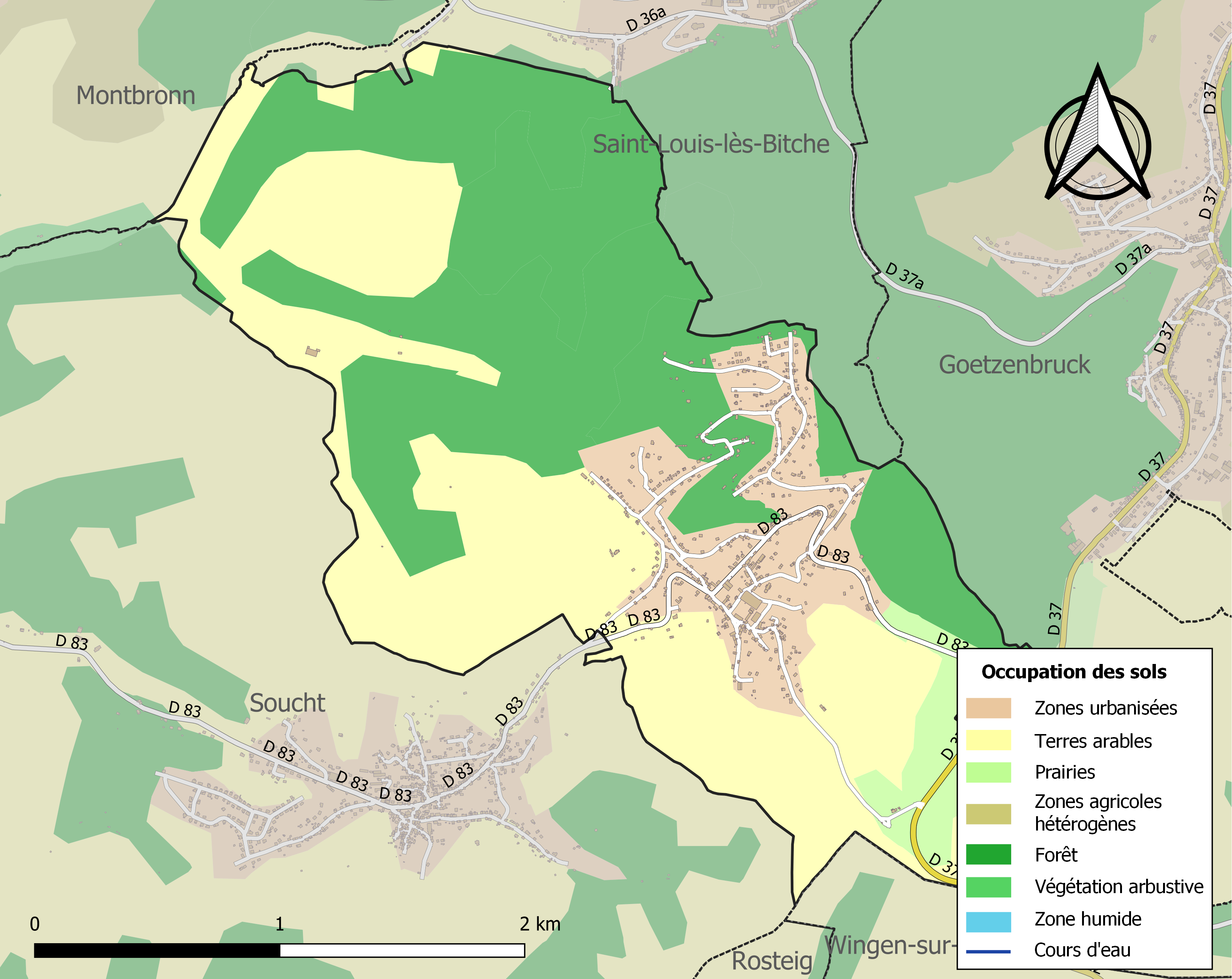
Carte des infrastructures et de l'occupation des sols de la commune en 2018 (CLC).

### Voies de communications et transports

#### Voies routières
- D83 vers Soucht[25]
- D37 vers Goetzenbruck.

#### Transports en commun

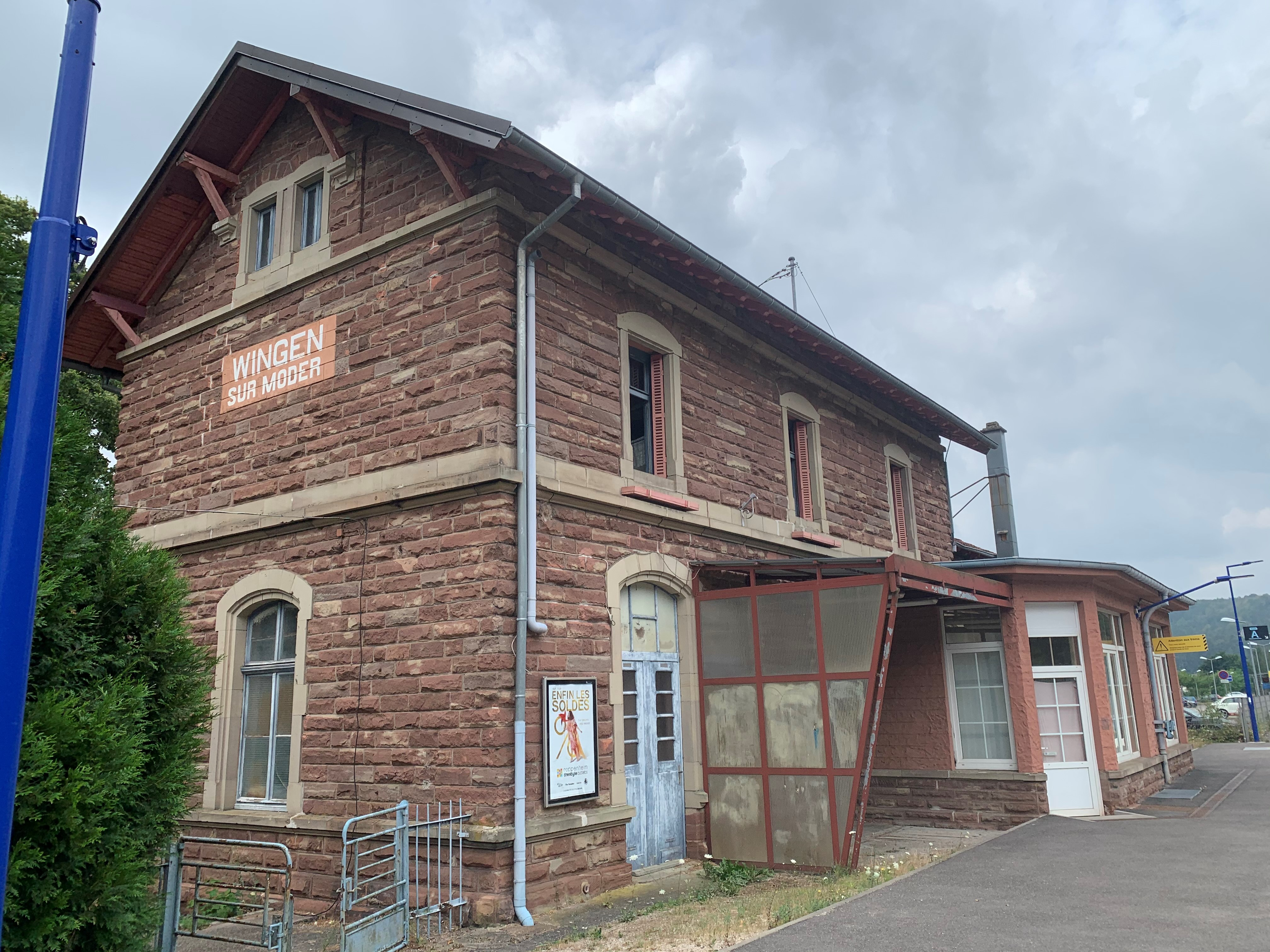
Gare de Wingen-sur-Moder.

- Fluo Grand Est.

##### SNCF
- Gare de Wingen-sur-Moder,
- Gare de Tieffenbach-Struth,
- Gare de Diemeringen.

## Toponymie

### Meisenthal
- Anciennes mentions : Maizendhall (1751) ; Meysenthal (1771) ; Meisendhal (1793 et carte de Cassini) ; Meysenthal (1801).
- En francique lorrain : Meisetal[26] et Meisedal.
- Sobriquet des habitants : Meisedaler Mondfänger, « les attrapeurs de Lune de Meisenthal ». D’après la légende, les habitants de Meisenthal auraient essayé d’attraper (fangen) la Lune (Mond) qui se reflétait sur les eaux de l’étang[27].

### Écarts
- Schieresthal, un hameau au nord-est du village.
- Huetzelhof, mentionné au XVIe siècle et détruit au XVIIe.

### Lieux-dits
- Huetzelberg, colline au sud-est du village, arpentée par la rue d'Alsace.
- Klausenberg, colline au sud-ouest du village, où se trouve notamment une auberge.
- Mailaenderberg, colline au nord-est du village, en contrebas du Schieresthal.
- Meisenthaler Muehle ou Meisedaler Miel, le « moulin de Meisenthal », situé dans le village.
- Neumuehle ou Neimiel, « nouveau moulin », moulin au nord-ouest du village, où se trouve aussi une piste et un club de karting.
- Steinthal, « vallée des pierres », vallée au sud du village, en prolongement de la rue des Pierres.
- Zoll, « douane », au sommet de la colline au sud-est du village, où se trouve la Colonne.

## Histoire

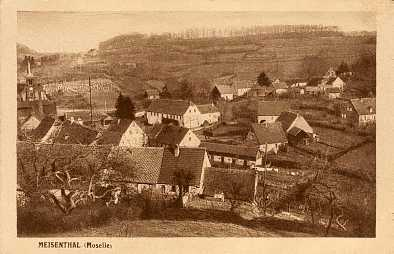
Vue du village au début du XXe siècle.

Pendant deux siècles, le village ne vit que par et pour le verre. Si l‘industrie du verre est attestée dès le XVe siècle à Meisenthal aux lieux-dits Glasthal et Hutzelthal, ainsi qu'à l'emplacement même de l'actuelle verrerie, la guerre de Trente Ans ravagea tout sur son passage.
Au lendemain de l’abandon de la verrerie de Soucht en 1700, faute de combustible, un groupe de verriers obtient en 1702 l’autorisation du duc de Lorraine Léopold Ier de venir s’installer sur le site voisin de Meisenthal.
Le village est mentionné en 1704 avec sa verrerie, sous la forme Meisenbach, le ruisseau des mésanges, puis en 1711 sous sa forme actuelle, Meisenthal, la vallée des mésanges.
Reconstruits tout au long du XIXe siècle et du XXe siècle, les bâtiments de la verrerie occupent toujours le cœur du village.
Mais en 1858, une grande sécheresse priva les Vosges du Nord de fruits, de noisettes et de pommes de pin. Un souffleur de verre inspiré de Goetzenbruck tenta de compenser cette injustice en soufflant quelques boules en verre afin de décorer les sapins de Noël. Il contribua a une tradition qui traversa les cultures, le monde et l’humanité. En 1964, la verrerie de Goetzenbruck mettait un terme à la fabrication industrielle des boules de Noël argentées. L'activité de la verrerie de Meisenthal cesse peu après, en 1969. Depuis 1998, le Centre international d'art verrier (CIAV) de Meisenthal, qui a ressuscité et revisité cette tradition, produit à nouveau, selon des rituels ancestraux, des boules de Noël en verre. La série « traditionnelle » s’inspire des modèles anciens et la série « contemporaine » a été conçue par des designers allemands, britanniques, français et italiens.

## Politique et administration

### Situation administrative

Situation de Meisenthal (rouge) au sein du canton de Bitche (gris).

Depuis 1802, Meisenthal est rattachée à l'arrondissement de Sarreguemines. La commune dépend de la cinquième circonscription de Moselle.
De 1790 à 1802, Meisenthal a fait partie de l'éphémère canton de Lemberg du district de Bitche. Depuis cette date, la commune dépend du canton de Bitche (46 communes pour près de 35 000 habitants). Selon le principe de parité, deux conseillers départementaux - une femme, un homme - sont nécessairement issus des suffrages. À la suite des élections départementales des 22 et 29 mars 2015, les représentants auprès du conseil départemental de la Moselle sont Anne Mazuy-Harter (DVD) et David Suck (UDI), ancien vice-président du conseil général.

### Budget et fiscalité 2023
En 2023, le budget de la commune était constitué ainsi :
- total des produits de fonctionnement : 563 000 €, soit 820 € par habitant ;
- total des charges de fonctionnement : 449 000 €, soit 655 € par habitant ;
- total des ressources d'investissement : 25 000 €, soit 37 € par habitant ;
- total des emplois d'investissement : 91 000 €, soit 133 € par habitant ;
- endettement : 19 000 €, soit 27 € par habitant.

Avec les taux de fiscalité suivants :
- taxe d'habitation : 13,44 % ;
- taxe foncière sur les propriétés bâties : 34,28 % ;
- taxe foncière sur les propriétés non bâties : 78,82 % ;
- taxe additionnelle à la taxe foncière sur les propriétés non bâties : 0,00 % ;
- cotisation foncière des entreprises : 0,00 %.

Chiffres clés Revenus et pauvreté des ménages en 2021 : médiane en 2021 du revenu disponible, par unité de consommation : 23 980 €.

### Instances judiciaires et administratives
Dans le ressort de la Cour d'appel de Metz, Meisenthal relève du tribunal de grande instance, du tribunal d'instance, du tribunal pour enfants et du bureau foncier de Sarreguemines, de la Cour d'Assises de Moselle, du tribunal administratif de Strasbourg et de la cour administrative d'appel de Nancy.
La commune se trouve dans la circonscription de gendarmerie de la communauté de brigades (COB) de Bitche.

### Intercommunalité

Situation de la C.C. du Pays de Bitche (rouge) au sein de la Moselle (gris).

Meisenthal fait partie de la communauté de communes du Pays de Bitche (CCPB) qui regroupe en son sein quarante-six communes situées autour de Bitche. Depuis 2009, cette institution est présidée par Francis Vogt, conseiller municipal de Bitche. Le délégué de Meisenthal pour cette structure intercommunale est le maire Pascal Andres.
Parmi ses nombreuses compétences, la CCPB gère le gymnase et le plateau sportif du collège de Lemberg, le gymnase et le plateau sportif du collège Kieffer de Bitche, La piscine et la médiathèque Rocca de Bitche, le site du Simserhof au Légeret, le site verrier de Meisenthal, le musée du Sabotier de Soucht, le site du moulin d'Eschviller, la collecte des ordures ménagères, l’entretien des cours d’eau et le développement touristique. Le siège administratif et les bureaux de la CCPB se situent à Bitche, au 4 rue du Général Stuhl.

### Tendances politiques et résultats

#### Élections présidentielles
Lors du second tour de l'élection présidentielle de 2002, Jacques Chirac, RPR, élu, avait obtenu à Meisenthal 82,21 % des suffrages et Jean-Marie Le Pen, FN, 17,79 % des suffrages ; le taux de participation était de 79,71 %.
Cinq ans plus tard, lors du second tour de l'élection présidentielle de 2007, Nicolas Sarkozy, UMP, élu, avait obtenu à Meisenthal 56,82 % des suffrages et Ségolène Royal, PS, 43,18 % des suffrages ; le taux de participation était de 86,45 %.
Cinq ans plus tard, lors du second tour de l'élection présidentielle de 2012, François Hollande, PS, élu, avait recueilli 45,29 % des suffrages et Nicolas Sarkozy, UMP, 54,71 % des suffrages ; le taux de participation était de 84,41 %.

### Liste des maires
| Période                                  | Période    | Identité         | Étiquette | Qualité                            |
| ---------------------------------------- | ---------- | ---------------- | --------- | ---------------------------------- |
| Les données manquantes sont à compléter. |            |                  |           |                                    |
| 1977                                     | mars 2001  | Roger Boudinet   |           |                                    |
| mars 2001                                | mars 2008  | Raymond Fuhrmann |           |                                    |
| mars 2008                                | mai 2020   | Pascal Andres    |           |                                    |
| mai 2020                                 | avril 2022 | Gérard Stocky    |           | [ 38 ]                             |
| juin 2022                                | En cours   | Jénifer Freud    |           | Employé administratif d'entreprise |

## Population et société

### Démographie

#### Évolution démographique
L'évolution du nombre d'habitants est connue à travers les recensements de la population effectués dans la commune depuis 1793. Pour les communes de moins de 10 000 habitants, une enquête de recensement portant sur toute la population est réalisée tous les cinq ans, les populations de référence des années intermédiaires étant quant à elles estimées par interpolation ou extrapolation. Pour la commune, le premier recensement exhaustif entrant dans le cadre du nouveau dispositif a été réalisé en 2005.

En 2022, la commune comptait 641 habitants, en évolution de −8,69 % par rapport à 2016 (Moselle : +0,52 %, France hors Mayotte : +2,11 %).
| 1793 | 1800 | 1806 | 1821 | 1836 | 1841 | 1861 | 1866 | 1871 |
| ---- | ---- | ---- | ---- | ---- | ---- | ---- | ---- | ---- |
| 290  | 302  | 292  | 527  | 613  | 623  | 757  | 817  | 779  |

| 1875 | 1880 | 1885 | 1890 | 1895 | 1900 | 1905  | 1910 | 1921 |
| ---- | ---- | ---- | ---- | ---- | ---- | ----- | ---- | ---- |
| 731  | 779  | 796  | 852  | 912  | 926  | 1 005 | 967  | 842  |

| 1926 | 1931 | 1936 | 1946 | 1954 | 1962 | 1968 | 1975 | 1982 |
| ---- | ---- | ---- | ---- | ---- | ---- | ---- | ---- | ---- |
| 877  | 873  | 889  | 933  | 829  | 856  | 876  | 812  | 828  |

| 1990 | 1999 | 2005 | 2006 | 2010 | 2015 | 2020 | 2022 | - |
| ---- | ---- | ---- | ---- | ---- | ---- | ---- | ---- | - |
| 793  | 766  | 770  | 772  | 716  | 703  | 662  | 641  | - |

Si la verrerie a cessé ses activités depuis 1969, il subsiste cependant deux fabriques de thermomètres et une miroiterie, ces petites industries expliquant pour une part l'importance de la population qui n'a pas cessé de croître depuis le début du XIXe siècle, passant de 405 habitants en 1817 à 735 en 1852 et comptant encore 828 habitants au recensement de 1982.

### Enseignement
- La commune de Meisenthal est rattachée à l'académie de Nancy-Metz. Cette académie fait partie de la zone B pour son calendrier de vacances scolaires, et cela depuis le redécoupage des régions françaises de 2015. Avant, elle faisait partie de la zone A.
- Un regroupement scolaire est organisé avec le village voisin (Soucht) pour la maternelle et l'élémentaire.
- Les élèves de Meisenthal vont au collège La Paraison de Lemberg. Pour poursuivre leurs études en lycée, les jeunes Val-Mésangeois se rendent principalement à Bitche ou à Sarreguemines.
- « Centre international d’art verrier (CIAV) »
- « ARToPie - Centre de création artistique »

### Santé
Professionnels et établissements de santé :
- Médecins à Soucht, Montbronn, Goetzenbruck, Lemberg,
- Pharmacies à Goetzenbruck, Montbronn, Lemberg, Wingen-sur-Moder, Rohrbach-lès-Bitche,
- Hôpitaux à Bitche, Ingwiller, Sarre-Union, Niederbronn-les-Bains, Phalsbourg.

### Cultes
- Culte catholique, Communauté de paroisses Saint-Laurent du Pays du Verre[45], Diocèse de Metz.

Du point de vue spirituel, le village est succursale de Soucht avant d'être érigé en paroisse de l'archiprêtré de Bitche en 1826.
L'église est construite en 1811, date portée par la clef de l'arc triomphal, à la suite de nombreuses requêtes des habitants depuis 1766, au vu de l'accroissement constant de la population lié au développement de la verrerie. L'église est agrandie en 1871 par la construction du transept et l'adjonction de la tour-clocher.

## Économie

### Entreprises et commerces

#### Agriculture et élevages divers
- Élevage d'autres animaux[46].
- Astaciculteur, éleveur d’écrevisses à pattes rouges[47].

#### Tourisme
- Hébergements.
- Hôtel et restaurants.

#### Commerces
- Commerces et services de proximité[48].

Si l‘industrie du verre est attestée dès le XVe siècle à Meisenthal aux lieux-dits Glasthal et Hützelthal, ainsi qu'à l'emplacement même de l'actuelle verrerie, la guerre de Trente Ans qui ravage la contrée vers 1633 y met très vite un terme. Le village actuel n'est fondé qu'en 1702 par les verriers qui abandonnent le site voisin de Soucht pour venir s'établir à Meisenthal. Meisenthal est aujourd'hui encore principalement connu pour cette verrerie, ainsi que pour son musée et sa halle verrière, qui peuvent être visités.
Artisanat : bois, pierre, verre...

## Culture locale et patrimoine

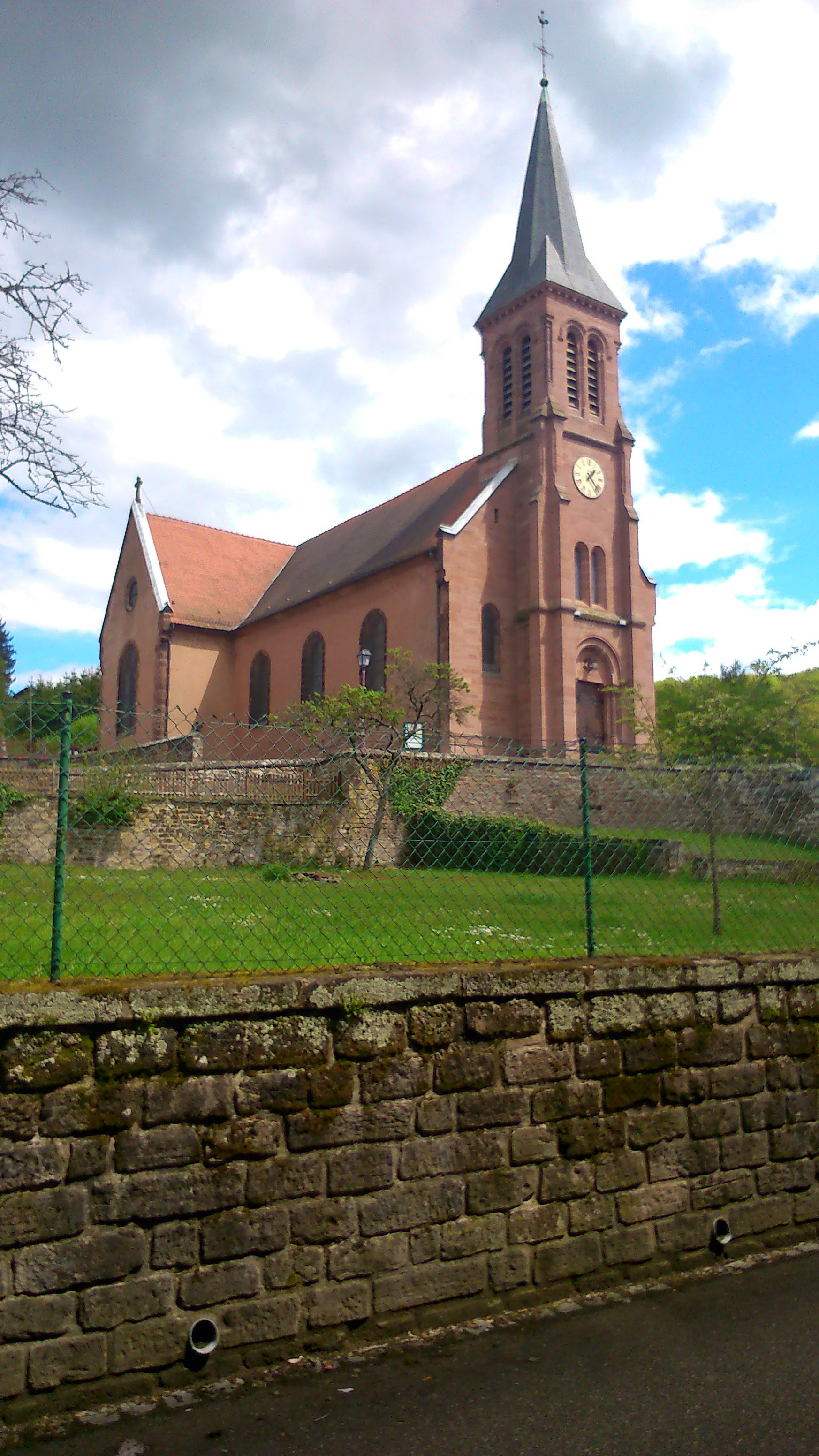
Église de Meisenthal.
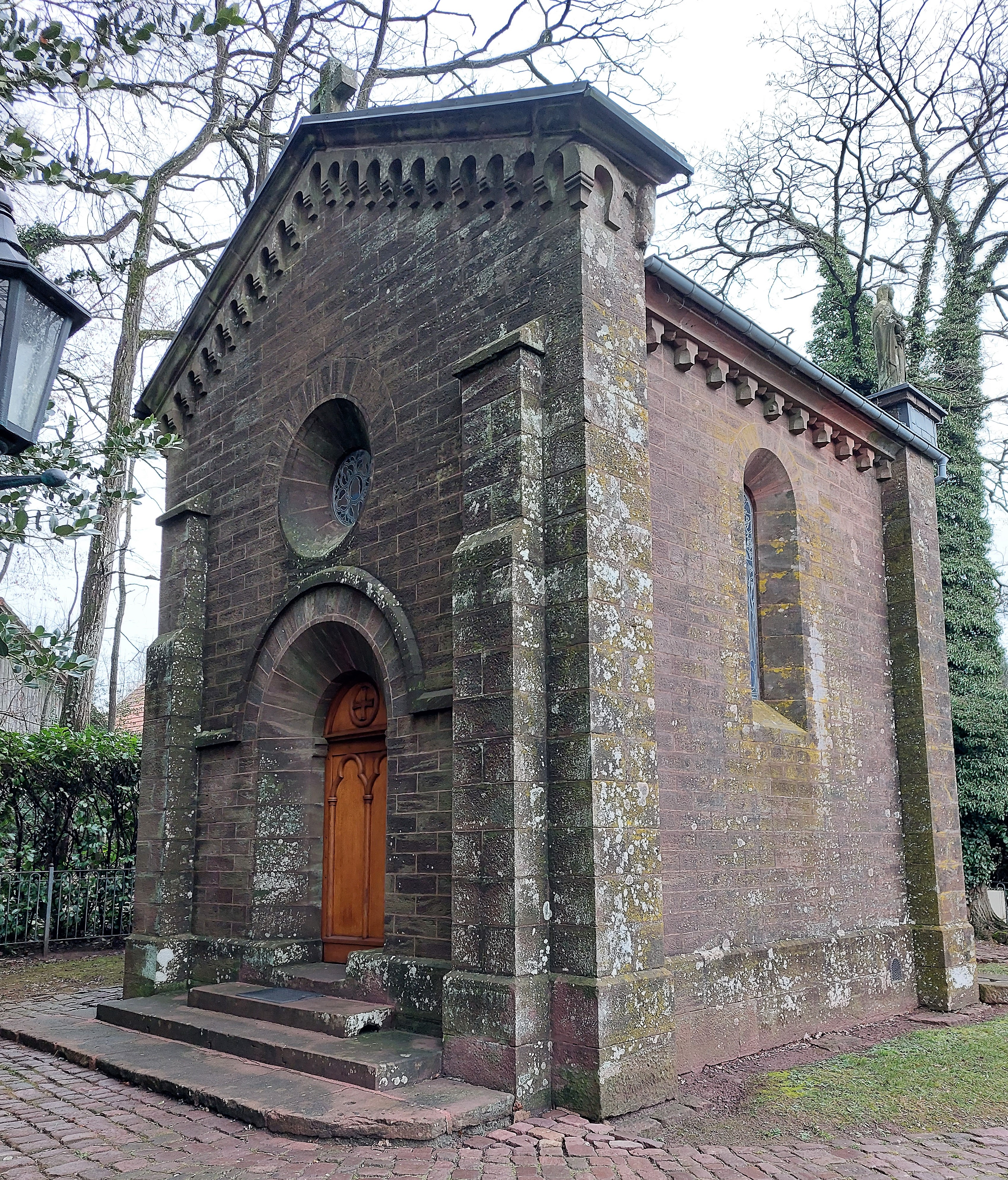
Chapelle Notre-Dame des Neiges.
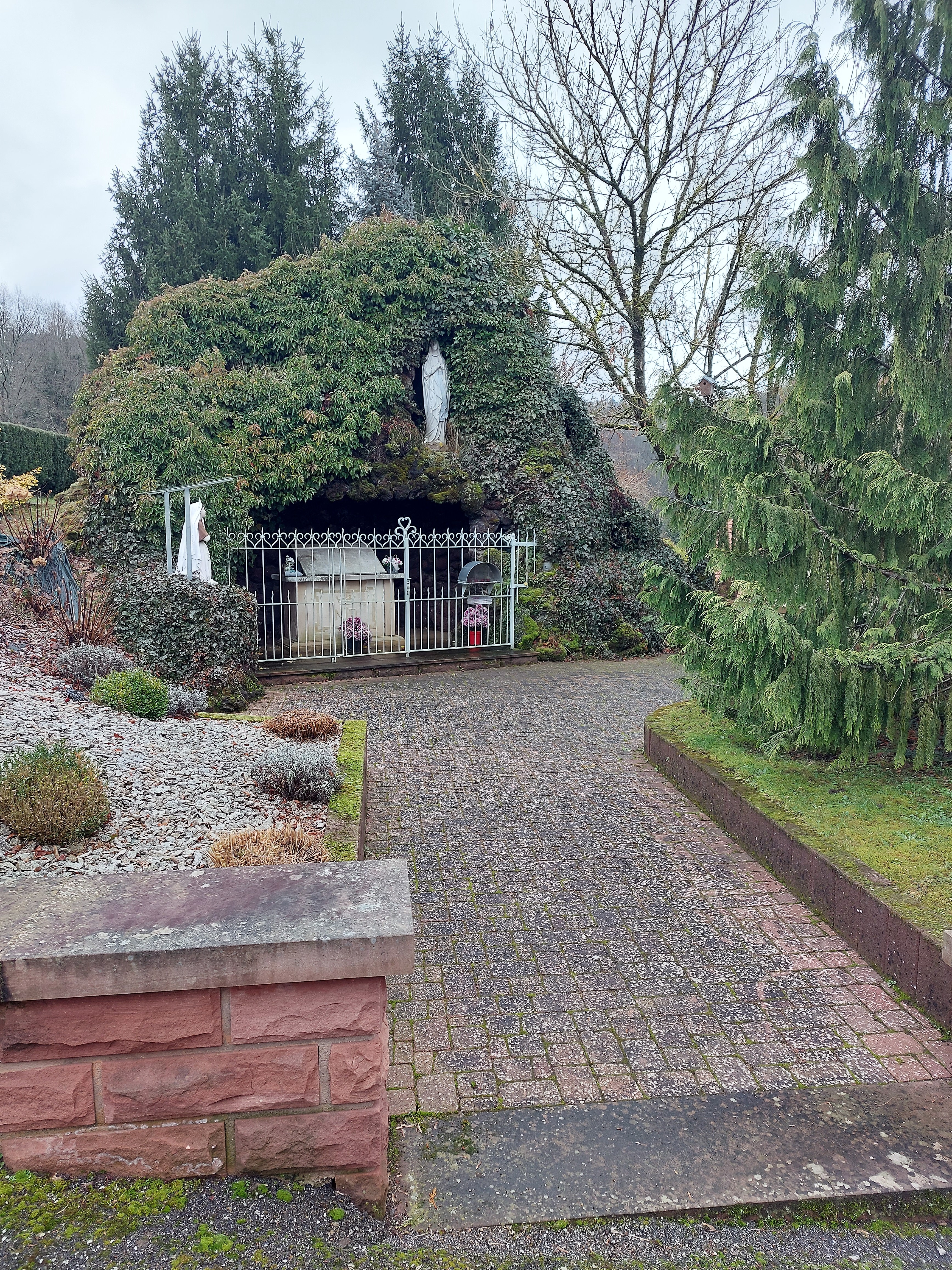
Grotte de Lourdes.
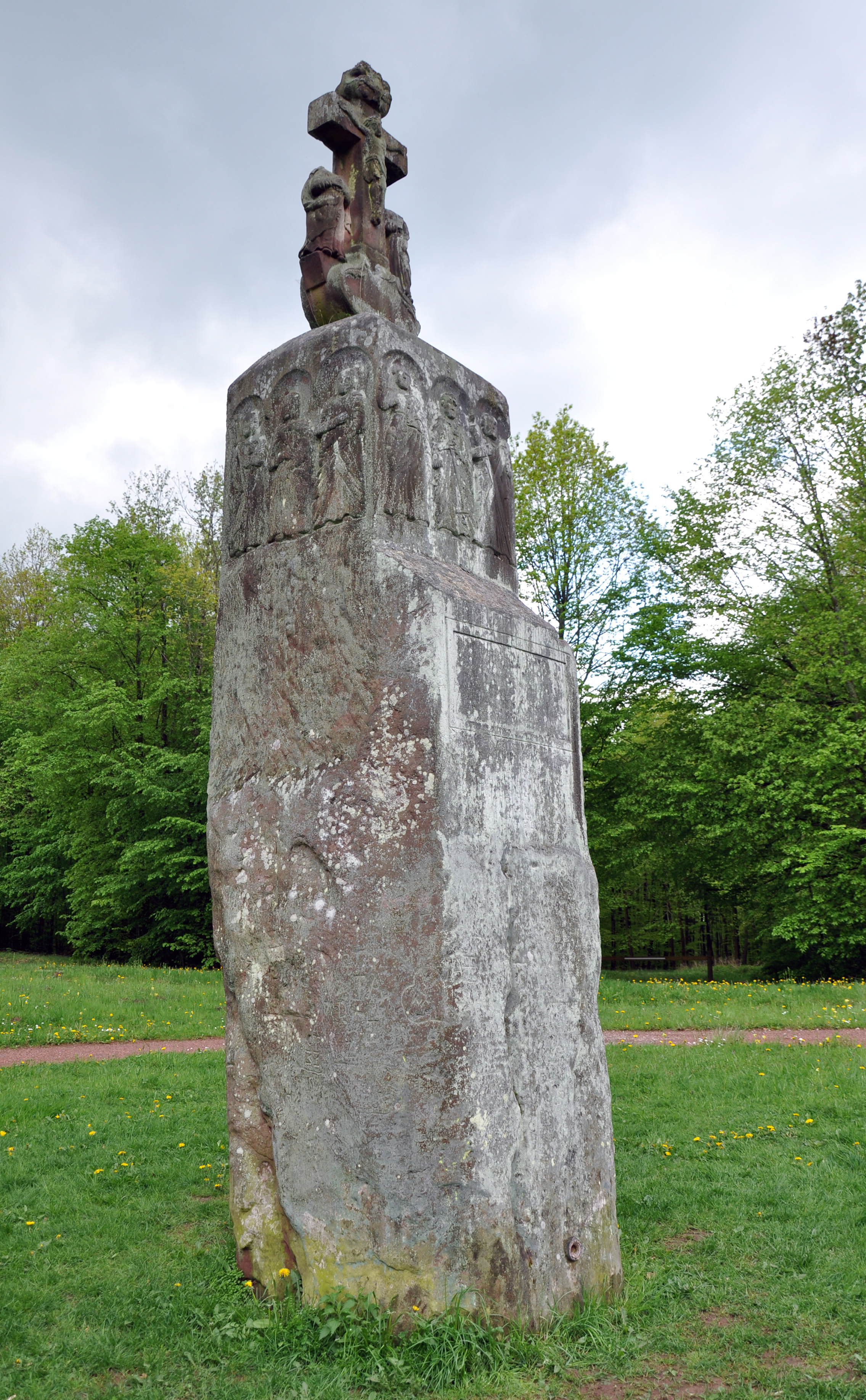
La Pierre des douze Apôtres.
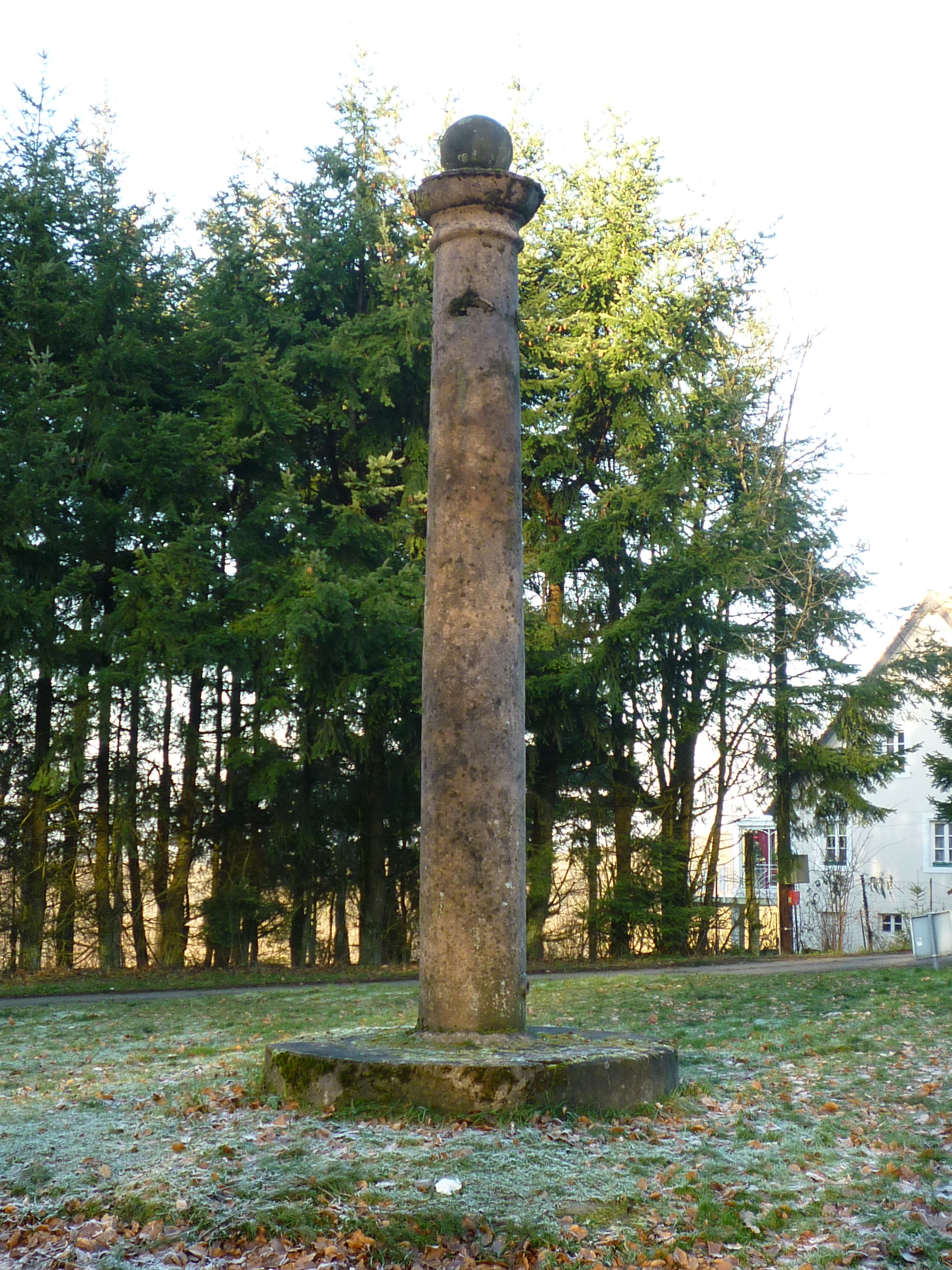
La Colonne de Meisenthal.
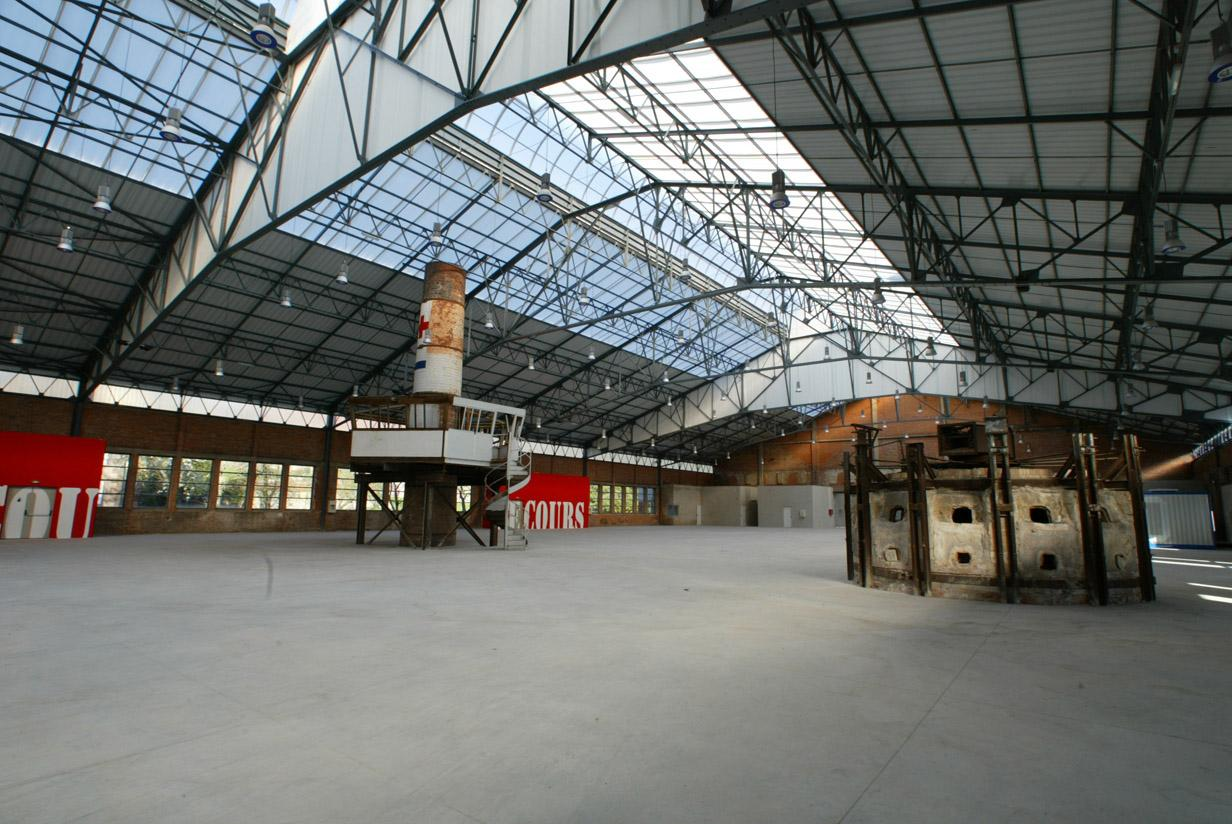
La halle verrière.
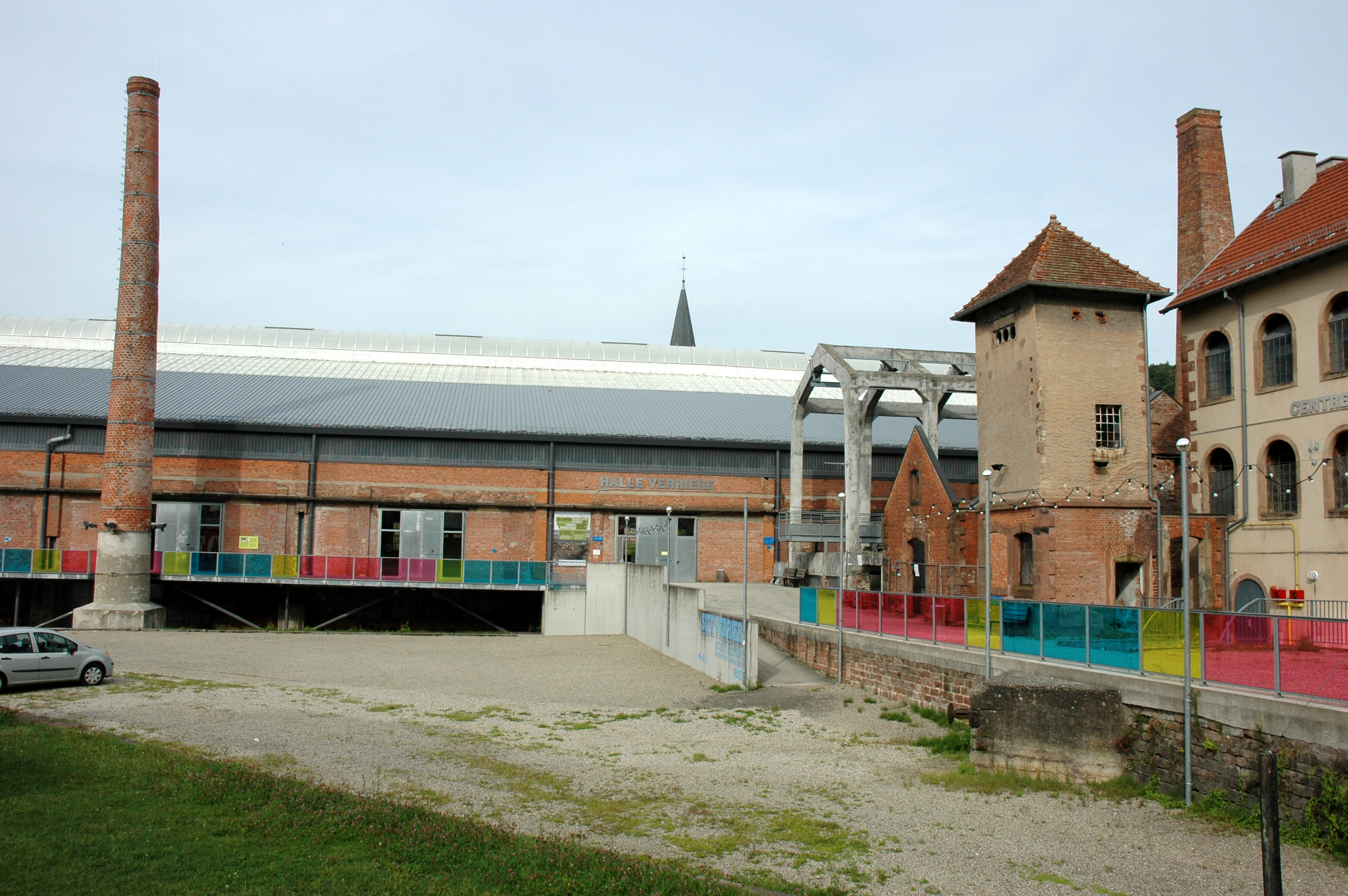
L'ancienne verrerie, devenue Centre international d'art verrier.

### Monuments historiques
La commune compte deux monuments historiques :
- Le Breitenstein ou « pierre des douze Apôtres »[49],[50],[51], est un monolithe qui supporte un calvaire. Il a été classé au journal officiel du 16 février 1930[52].
- La maison du maître-verrier Martin Walter[53], construite en 1803 pour la famille du maître-verrier Martin Walter et son épouse Marie-Madeleine Franckhauser, à proximité de l'usine et élevée à flanc de coteau, se rattache à l'architecture du XVIIIe siècle par ses façades largement percées de fenêtres à linteau délardé en arc segmentaire, ses chaînes d'angle en pierre de taille et ses corniches fortement moulurées. On a mis à profit la déclivité du terrain pour ménager à l'arrière des caves, auxquelles on accède par des portes en plein cintre. Elle a été inscrite par arrêté du 27 février 1996[54].

### Autres sites et monuments
Patrimoine religieux :
- L'église de la Nativité-de-la-Bienheureuse-Vierge-Marie[55].

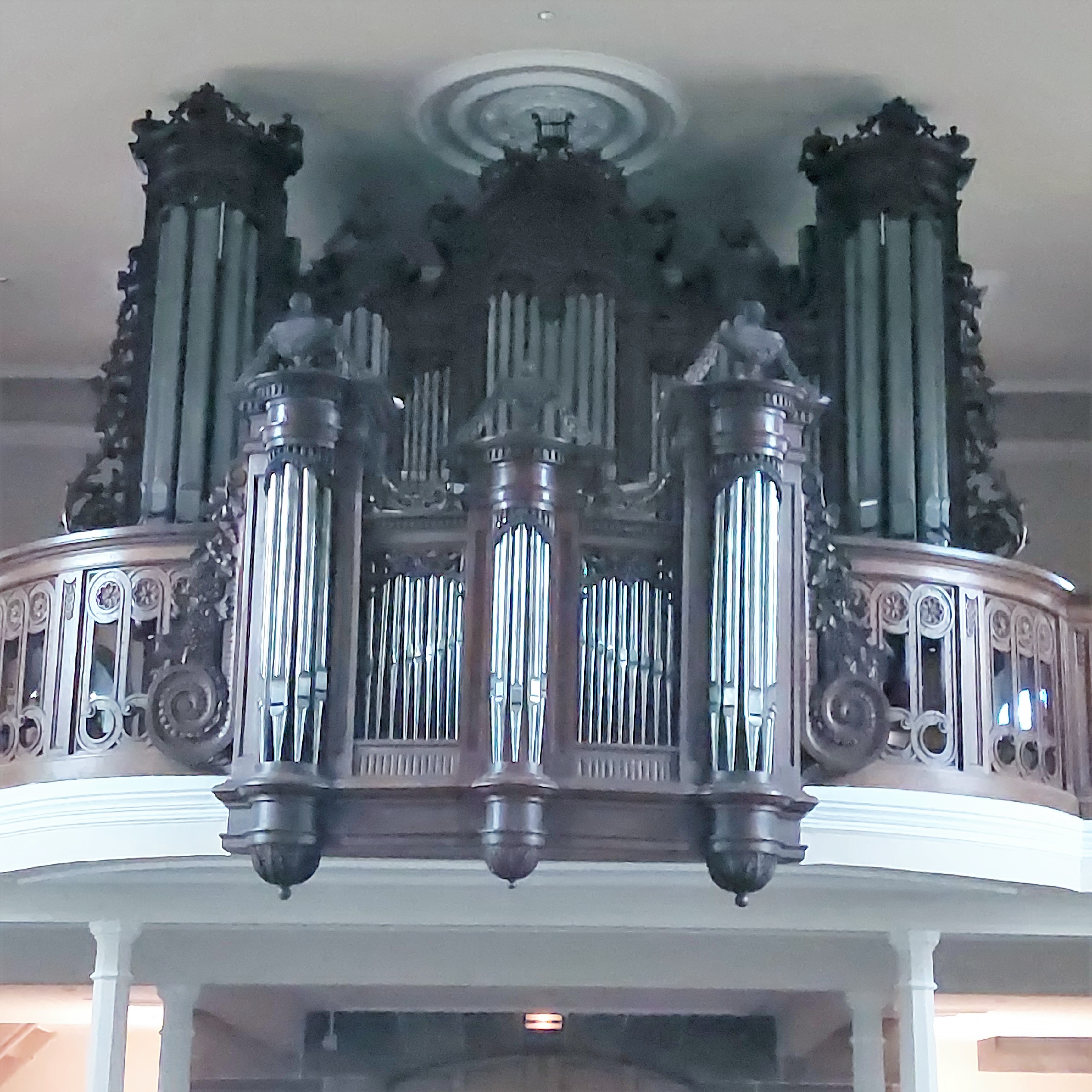
Orgue de l'église de la Nativité-de-la-Bienheureuse-Vierge-Marie.

Le mobilier de l'église paroissiale de la Nativité-de-la-Vierge.
L'orgue Dalstein-Herpfer construit vers 1898,,,.
Verrière figurée (?).
Autel, retable.
2 autels, 2 retables (autels secondaires).
Chaire à prêcher.
Fonts baptismaux.
2 confessionnaux.
Statue (petite nature) : saint Joseph.
Statue (petite nature) : Vierge à l'Enfant.
Plaque funéraire.
- Grottes de Lourdes[70],[71].
- Ombragé par de grands arbres, le cimetière, qui descend en pente douce vers l'église de la Nativité-de-la-Vierge, construite en 1811, est le plus beau du Bitscherland et le seul qui ait conservé un nombre important de monuments du XIXe siècle, dont plusieurs sculptés par des maîtres verriers. Galbées en élévation, à l'imitation de la nature, romantiques, néoclassiques, néogothiques, toutes les formes sont ici représentées. Dominant cet ensemble exceptionnel, un grand calvaire est érigé en 1823, à l'époque de l'agrandissement du cimetière.
- Monument aux morts[72] : Conflits commémorés : Guerres 1914-1918 - 1939-1945.

Autres patrimoines :
- La Colonne, élevée à l'époque napoléonienne, borne frontière entre l'Alsace et la Lorraine.
- Le Dreipeterstein ou « pierre des trois Pierre », une borne frontière[73].
- Le moulin de Meisenthal et la Neumuehle, un moulin à farine disparu[74].
- Les Lavoirs[75].
- L’ancienne verrerie de Meisenthal regroupe la maison du verre et du cristal, le Centre international d’art verrier et la Halle verrière.
- Le château des Lanzy[76].
- La maison située 2 rue de l'Ancienne-Paroisse, un peu plus tardive que celle de la famille Walter puisqu'elle est érigée en 1819, diffère seulement de cette dernière par son plan allongé. La remise à gauche et la porte charretière témoignent d'une petite activité agricole, en complément d'une autre profession, celle de maître-verrier peut-être.

### Pratiques linguistiques

#### Dialecte
Sur le plan culturel, la seconde moitié du XXe siècle se caractérise par la diffusion de la langue française dans le village et plus largement dans l'ensemble de la population alsacienne et mosellane. Depuis le traumatisme de l'occupation nazie de 1940-1945, la langue allemande et le dialecte francique sont en net recul même si le canton de Bitche comptait encore 80 à 90 % de locuteurs du francique lorrain en 1962.
Dans les conversations en français de Moselle germanophone, outre les spécificités de l'accent francique lorrain (non distinction entre le p et le b, le ch et le j, le d et le t), la syntaxe est fréquemment bousculée par celle de l'allemand. Parmi les autres tendances lourdes figurent l'inversion entre le prénom et le nom (Muller Michel), l'usage fréquent d'abréviations pour les noms de localités ('Bronn, Ench', Goetz', 'Bruck, Stras'), et l'emprunts de mots à la langue francique rhénane (Bix, Flammkuche, Schnaps, Scheslon, Kirb).

### Personnalités liées à la commune
- Stephan Balkenhol, sculpteur, Académie des Beaux Arts de Karlsruhe-sur-Rhin (Allemagne).

### Héraldique
| Blason de Meisenthal | Blason  | De gueules au gobelet de verre au naturel, chaussé d'hermines. |
| Blason de Meisenthal | Détails | Le statut officiel du blason reste à déterminer.               |

Le nom de Meisenthal, considéré comme une déformation de Mäusenthal, est symbolisé par les hermines, et le mot thal (vallée) par la forme en V. Le gobelet et la couleur rouge rappellent l'industrie de la verrerie.